# Mobilzombi

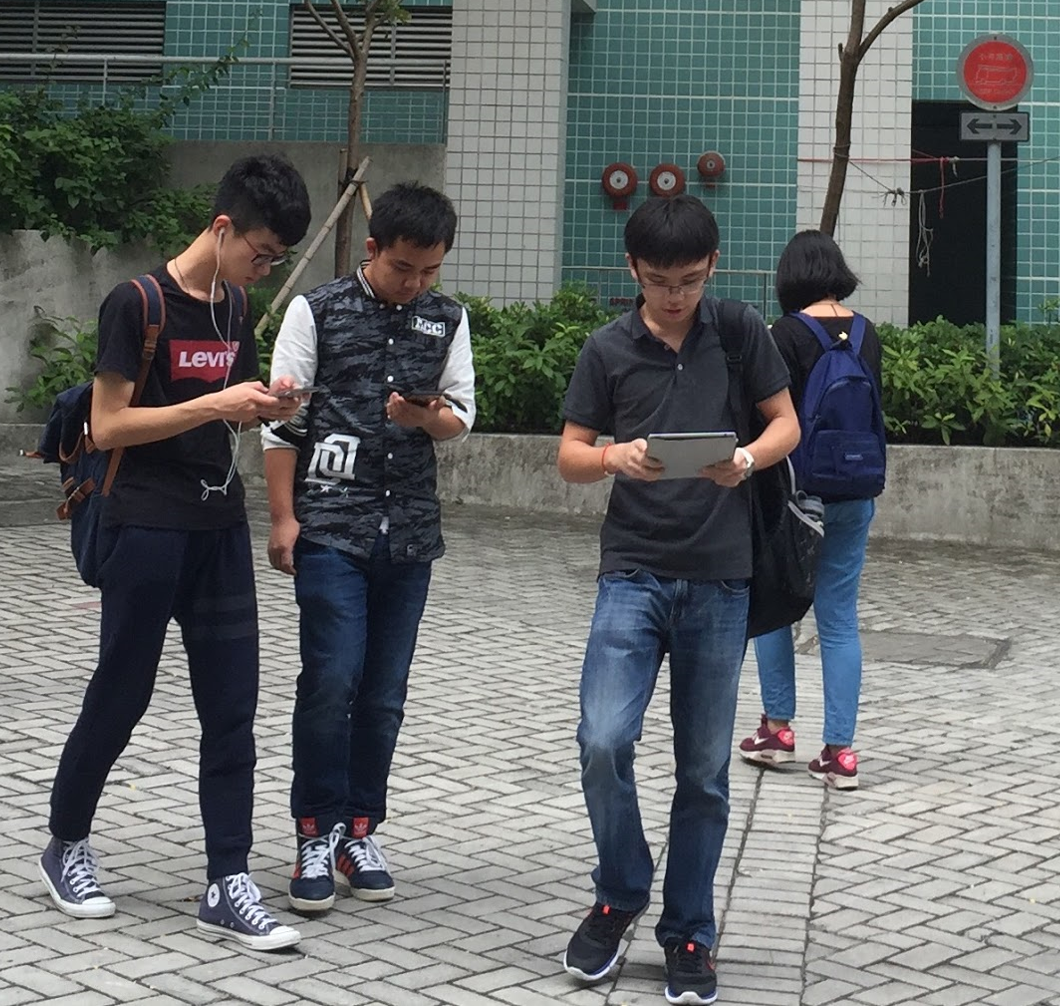
Telefonjaikra összpontosító gyalogosok

A mobilzombi olyan személy, aki gyalogos közlekedés közben az okostelefonja kijelzőjére összpontosít (például üzenetet küld, pokémont fog), ezért csak korlátozottan vesz tudomást környezetéről, nem látja a többi gyalogost, utcatáblákat, jelzőlámpákat. Az ilyen magatartás balesetveszélyes, ezért számos helyen intézkedéseket vezettek be, hogy megelőzzék a baleseteket.

## Története
A gyalogos figyelmét elvonó technológiákról már a 20. század közepéről is vannak említések. 1953-ban Ray Bradbury feljegyezte, hogy egy kutyát sétáltató személy annyira elmerült a fülhallgatóval hallgatott rádióműsorban, hogy alvajáróként gyalogolt.
A mobiltelefonok figyelemelterelő voltának balesetveszélyességéről már az 1990-es években születtek tanulmányok. 2011-ben a halálos közúti balesetek 10%-ának a mobiltelefon-használat volt az oka.
A gyalogos „mobilzombik” az okostelefonok elterjedésével, a 2010-es években szaporodtak el. 2011 elején internetes mém lett egy biztonsági kamera rögzítése, melyen egy telefont használó személy egy szökőkútba bukfencezik. 2013-ban Tokióban 26 telefonját néző gyalogos került kórházba; egy ember pedig meg is halt, mikor egy vonat elé lépett. Egy 2016-os felmérés szerint a jelenség egyre elterjedtebb, a nyugat-európai nagyvárosokban a járókelők 8–24 százaléka mobilzombi, és egyre gyakrabban okoznak közúti balesetet.

## Balesetmegelőzés
- Csungking járdáin, a világon elsőként, külön sávokat létesítettek a mobilozó járókelők számára.[7]
- Szöulban a járdákra festették fel a figyelmeztető útjelzéseket,[8] több európai városban (Augsburg, Köln, Bodegraven) pedig a járdába építették be a gyalogosoknak szánt jelzőlámpákat, hogy a lesunyt fejjel közlekedő gyalogosok is észrevegyék azokat.[9][10]
- Honoluluban megbírságolják, aki telefont használ a gyalogátkelőhelyen.[11]